# Ługańsk

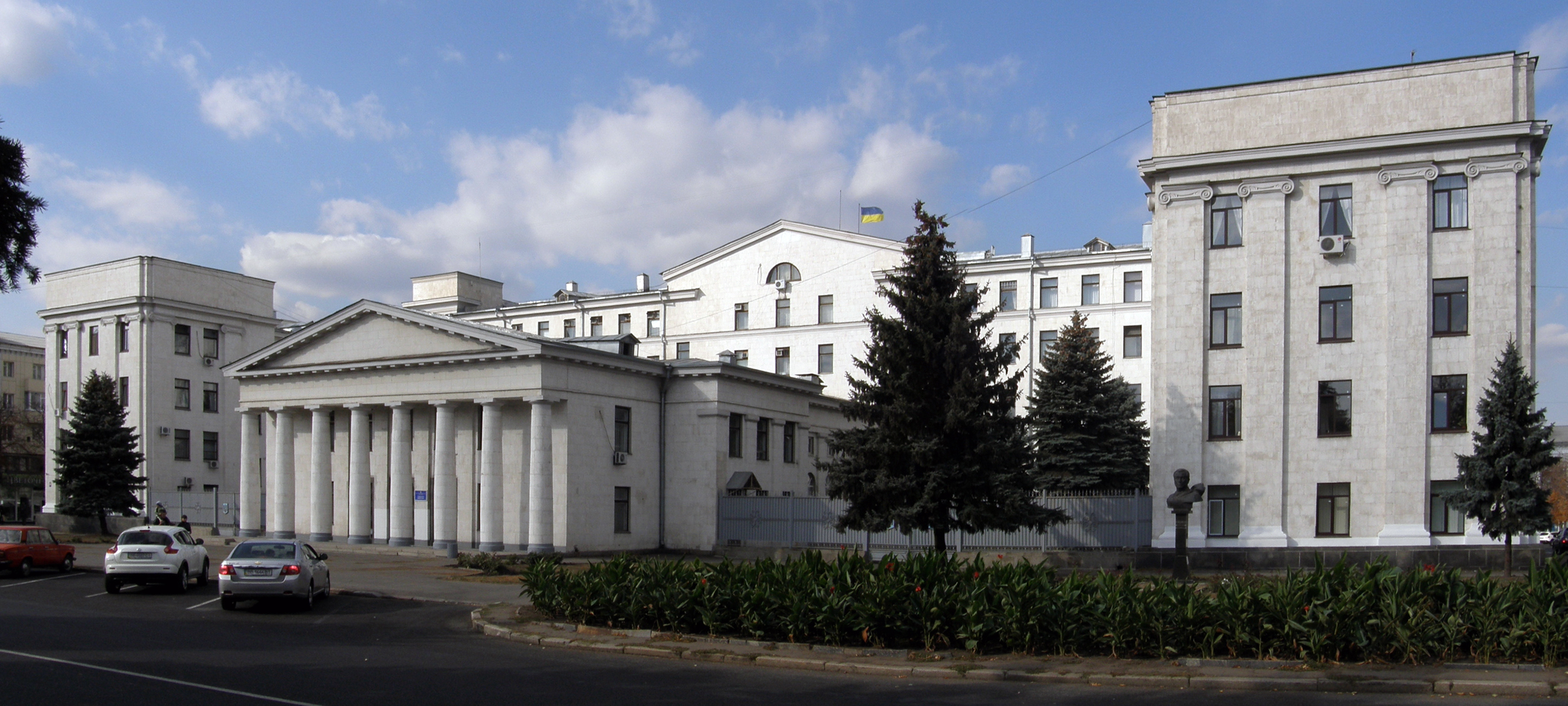
Dom Sowietów

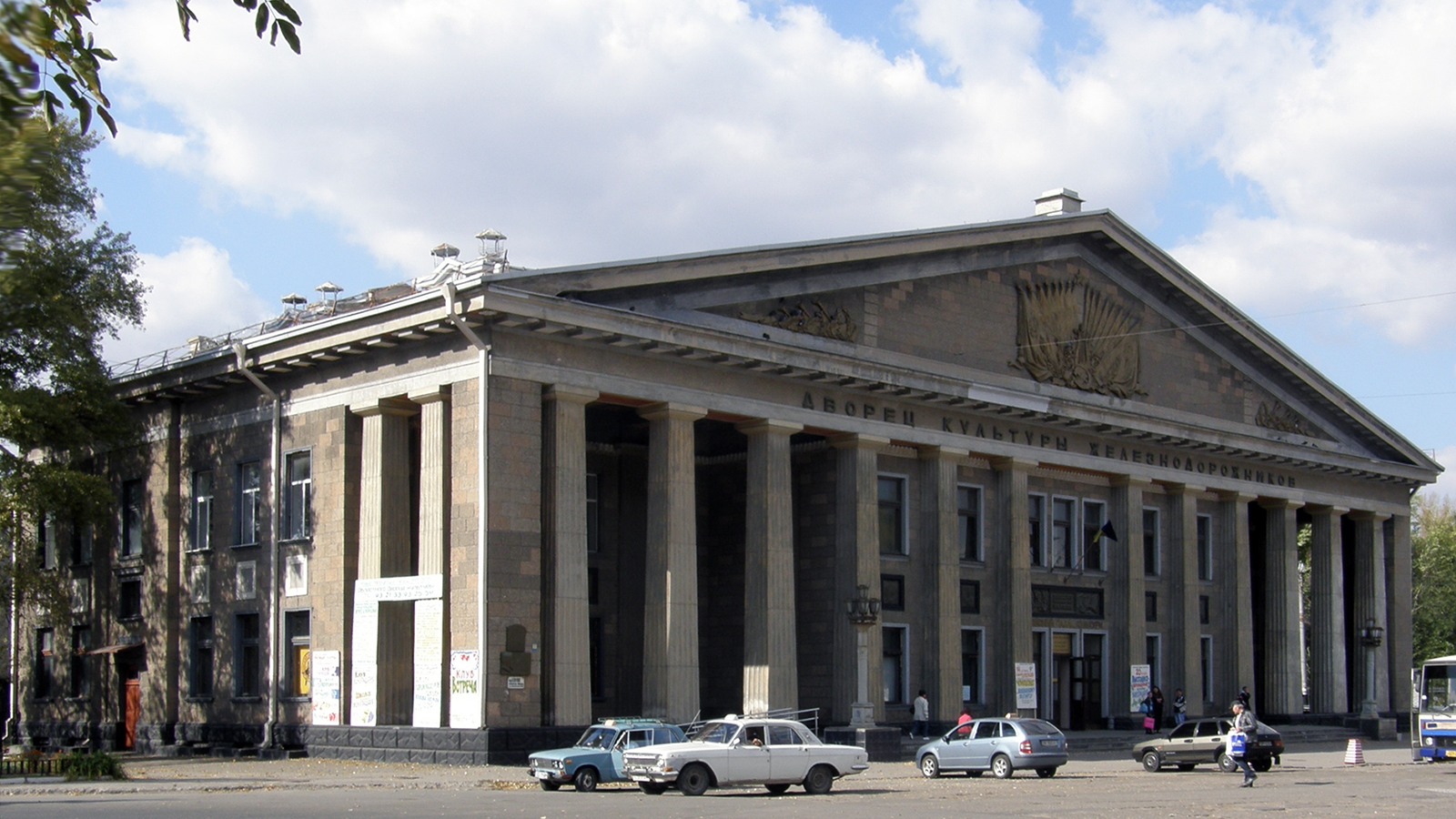
Dom Kultury

Ługańsk (ukr. Луганськ, Łuhansk; ros. Луга́нск, Ługansk) – miasto we wschodniej części Ukrainy, przy granicy z Rosją. Stolica obwodu ługańskiego. Leży w Donieckim Zagłębiu Węglowym. W latach 1935–1958 i 1970–1991 nosił nazwę Woroszyłowgrad. Od 2014 miasto okupowane przez prorosyjskich separatystów, w 2022 anektowane przez Federację Rosyjską, co nie zostało uznane międzynarodowo.

## Historia
14 listopada 1795 r. caryca Katarzyna II wydała ukaz nakazujący budowę pierwszej huty żelaza na południu imperium. Zadanie to zostało powierzone szkockiemu architektowi i mechanikowi Charlesowi Gascoigne. Pierwszy wielki piec uruchomiono 4 października 1800 r. W 1812 roku, podczas wojny z Napoleonem, Zakłady Ługańskie były ważnym ośrodkiem produkcji armat i amunicji. Wokół zakładów metalurgicznych zaczęła rozwijać się osada rzemieślniczo-handlowa. Rozwinięty był zwłaszcza drobny przemysł tłuszczowy. Duży impuls dla intensywnego rozwoju przemysłu dało otwarcie linii kolejowej do Debalcewa w 1878 roku (Kolej Jekateryninska). 3 września 1882 r. imperator Aleksander III zatwierdził postanowienie rosyjskiej rady ministrów o utworzeniu miasta Ługańsk na bazie osady wokół zakładów oraz wsi Kamjanyj Brid (ros. Kamiennyj Brod). W 1896 r. niemiecki przedsiębiorca Gustaw Hartmann otworzył w Ługańsku fabrykę parowozów, a Belgowie otworzyli fabrykę wyrobów emaliowanych. W 1897 miasto liczyło 20,4 tysiące mieszkańców, z tego około połowa pracowała w przemyśle.
Po rewolucji październikowej miasto weszło w skład Doniecko-Krzyworoskiej Republiki Radzieckiej, której na krótko zostało stolicą w kwietniu 1918 r. Ciężkie walki o Ługańsk toczyły się podczas walk o Donbas między marcem a majem 1919 r., opanowane przez czerwonych w marcu 1919 r. miasto zostało zdobyte przez białych 4 maja 1919 r. po zaciętej walce. Czerwoni odzyskali Ługańsk w toku operacji donbaskiej 27 grudnia tego samego roku.
Pod rządami radzieckimi nastąpił dalszy rozwój przemysłu, zwłaszcza w postaci znacznie rozbudowanej fabryki parowozów, noszącej teraz nazwę zakładów im. Rewolucji Październikowej, uruchomionej ponownie w 1933. W 1926 ludność liczyła 71,8 tysiąca, a w 1934 – 196 tysięcy. W 1931 roku w Ługańsku pojawiły się autobusy miejskie, a w 1934 roku uruchomiono linię tramwajową. Od 1938 roku miasto zostało stolicą obwodu ługańskiego.
Pomiędzy 17 lipca 1942 a 14 lutego 1943 Ługańsk znajdował się pod okupacją niemiecką. Po 1945 roku w mieście istniały dwa obozy dla jeńców niemieckich. W latach 1935–1958 i 1970–1991 miasto nazywało się Woroszyłowgrad, na cześć Klimienta Woroszyłowa, któremu wzniesiono również w mieście konny pomnik.
6 kwietnia 2014 Ługańsk został faktycznie opanowany przez prorosyjskich separatystów, będących przeciwnikami rządu w Kijowie. Stanowił stolicę istniejącej do 2022 roku nieuznawanej międzynarodowo Ługańskiej Republiki Ludowej.
W mieście jest kilka uczelni, między innymi Państwowy Uniwersytet Rolniczy, Uniwersytet Pedagogiczny, Uniwersytet Medyczny.

## Ludność
Największą liczbę ludności Ługańsk miał w 1995 r. – 535 800 osób. Według spisu powszechnego z roku 2001 Ługańsk liczył 463 tys. osób. Narodowość ukraińską deklarowało 50% mieszkańców, a rosyjską – 47%. Dla 84,73% ludności językiem ojczystym był rosyjski, a dla 14,33% ukraiński. W 2013 roku w Ługańsku mieszkało 425 848 osób.
Historyczny skład narodowościowy miasta na podstawie danych ze spisów powszechnych Imperium Rosyjskiego, Związku Radzieckiego i Ukrainy:
- 1897[6]

1. Rosjanie: 13 907 (68,16%)
2. Ukraińcy: 3902 (19,12%)
3. Żydzi: 1449 (7,1%)
4. Białorusini: 716 (3,51%)
5. Ormianie: 109 (0,5%)
6. Polacy: 101 (0,5%)
7. Niemcy: 101 (0,5%)
8. Romowie: 48 (0,24%)

- 1926[7]

1. Rosjanie: 31 258 (43,69%)
2. Ukraińcy: 31 127 (43,50%)
3. Żydzi: 7132 (9,97%)
4. Polacy: 461 (0,64%)
5. Niemcy: 375 (0,52%)
6. Ormianie: 329 (0,46%)
7. Białorusini: 190 (0,27%)
8. Romowie: 121 (0,17%)

- 1939[8]

1. Ukraińcy: 119 105 (56,27%)
2. Rosjanie: 77 107 (36,43%)
3. Żydzi: 10 622 (5,02%)
4. Białorusini: 1124 (0,53%)

- 2001

1. Ukraińcy: 49,6%
2. Rosjanie: 47%
3. Białorusini: 1%
4. Żydzi: 1%

## Podział administracyjny
Ługańsk dzieli się na 4 rejony:

- rejon artemiwski (ukr. Артемівський район) – w jego skład wchodzi miasto Aleksandrowsk (ukr. Олександрівськ) oraz osiedla Tepłyczne (ukr. Тепличне) i Dzerżynśke (ukr. Дзержинське), a także osiedle typu miejskiego Juwiłejne (ukr. Ювілейне)
- rejon żowtnewy (ukr. Жовтневий район) – w jego skład wchodzi miasto Szczastia (ukr. Щастя). Rejon ten jest pod względem obszaru największym rejonem miejskim Ukrainy.
- rejon kamjanobridski (ukr. Кам'янобрідський район)
- rejon łeninski (ukr. Ленінський район)[9]

## Gospodarka
Duży ośrodek przemysłu ciężkiego, znany między innymi z największej w Europie fabryki lokomotyw spalinowych (Łuhanśkyj Tepłowozobudiwnyj Zawod) oraz dużej fabryki amunicji.
W mieście znajduje się stacja kolejowa Ługańsk.

## Kluby sportowe
- Zoria Ługańsk

## Znane osoby związane z miastem
- Serhij Bubka (ur. 1963) – ukraiński tyczkarz, 35-krotny rekordzista świata
- Władimir Dal (1801–1872) – największy rosyjski leksykograf
- Wiaczesław Hłazkow (ur. 1984) – ukraiński bokser kategorii ciężkiej
- Aleksandr Małygin (ur. 1979) – rosyjski piłkarz
- Michaił Matusowski (1915-1990) – rosyjski poeta
- Aleksandr Połukarow (ur. 1959) – rosyjski piłkarz
- Klimient Woroszyłow (1881–1969) – radziecki działacz polityczny i dowódca wojskowy

## Miasta partnerskie
- Cardiff
- Lublin
- Pernik
- Székesfehérvár
- Saint-Étienne
- Daqing